# Rosa Roth – Wintersaat
Wintersaat ist ein deutscher Fernsehfilm von Carlo Rola aus dem Jahr 1999. Es handelt sich um die neunte Episode der ZDF-Kriminalfilmreihe Rosa Roth mit Iris Berben in der Titelrolle einer Kriminalhauptkommissarin der Berliner Mordkommission. Roth bekommt es diesmal mit Neonazis zu tun, die während einer anstehenden Gerichtsverhandlung von Sympathisanten befreit werden. Nachdem eine mitgenommene Geisel mit Nierenproblemen den Tätern zu anstrengend ist, fordern sie, dass Roth deren Platz einnehmen soll.
Roths Mitarbeiter Charly Kubick, Jürgen Roeder und Karin von Lomanski werden wiederum von Jockel Tschiersch, Zacharias Preen und Carmen-Maja Antoni verkörpert, ihr Vorgesetzter Günther Zorn von Gunter Schoß sowie Dieter Kirchlechner in seiner Rolle als Kurt Steinkopf. Die Haupt-Gaststars dieser Folge sind neben Uwe Bohm und Joachim Paul Assböck, Eva Habermann, Wolfram Teufel, Monika Hansen, Angelika Bartsch und Hans-Martin Stier. 

## Handlung
Dem Film vorangestellt ist folgendes Zitat: „Deutschland, wir weben dein Leichentuch, wir weben hinein den dreifachen Fluch. Wir weben – Wir weben!“ (Heinrich Heine, „Die schlesischen Weber“, 1844)
„Deutschland – Winter 1998 –“: Während einer Gerichtsverhandlung mit Mitgliedern der Gruppe „Kampfring Deutscher Nationalisten“ kommt es zu einer unglaublich dreisten Gefangenenbefreiung von Sven Brugger, genannt „Attila“ und Martin Weigandt, genannt „Locke“. Zudem nehmen die Neonazis die Mutter des grausam von der Gruppe getöteten Mordopfers Peter Nissen als Geisel. Ihr Opfer wurde „erwürgt, erstochen, erschlagen“ und anschließend sitzend mit den Händen nach unten an einen Holzstoß genagelt. Der Gerichtsmediziner scheute sich, eine eindeutige Todesursache zu nennen. Oberstaatsanwalt Seibold erklärt, das seien rituelle Tötungsmethoden wie man sie von den Fememorden der Schwarzen Reichswehr zu Beginn der 1920er-Jahre kenne.
Überraschend meldet sich Attila telefonisch bei Kriminalhauptkommissarin Rosa Roth, die ihm erklärt, dass Frau Nissen schwer nierenkrank und sofort freizulassen sei. Daraufhin fordert der Geiselnehmer Roth selbst als Austausch für die Geisel. Roth hatte ihn und Locke seinerzeit festgenommen. Obwohl Roths Vorgesetzter Günther Zorn dagegen ist, stimmt Roth einem solchen Austausch zu. Als Zorn meint, Frau Nissen habe sich doch erst für ihren Sohn interessiert, als er tot gewesen sei, entgegnet Roth, Nissen sei eine armselige, kranke Schlampe, aber wo stehe denn, dass die Polizei immer nur die guten Menschen beschütze. Peter Nissen wurde von dem LKA-Beamten Kurt Steinkopf in die Szene eingeschleust, wo man ihn dann als Spitzel enttarnte und als Verräter grausam hinrichtete.
Obwohl Attila verlangt hat, dass Roth, mit der er sich über deren Handy verständigen will, ohne Peilsender, ohne Waffen und ohne Kollegen im sicheren Abstand zu erscheinen habe, ordnen Zorn und Steinkopf an, dass Roth ein Wagen in angemessenem Abstand folgen muss und verstecken zudem ohne Roths Wissen einen Peilsender in deren Schuh. Roths Kollege Charly Kubick gibt allerdings zu bedenken, dass Roth den Verbrechern ihr Wort gegeben habe, und man sie durch solche Maßnahmen zusätzlich gefährde.
Überraschend zwingt ein Hubschrauber die Mörder und Entführer zum Halten. Ihm entsteigt die TV-Reporterin Doro Dahm, die mit dem Verteidiger von Attila und Locke einen Deal ausgehandelt hat, ihr die Fluchtroute der beiden zu verraten. Dahm will für ihren Sender ein Exklusivinterview. Attila faselt etwas davon, dass sein Kampf erst dann ende, wenn die weiße Rasse die Macht auf der Welt wieder übernommen habe. 
Als Attila den Peilsender im Absatz des Schuhs von Roth durch einen dummen Zufall entdeckt, prügelt er auf sie ein, obwohl sie immer wieder versichert, davon nichts gewusst zu haben, und gefährdet sie auch sonst ernsthaft. Ein vor dem Auto der Verbrecher fahrender Wagen mit Pferdeanhänger bringt ihn auf die Idee, den Schuh von Roth dort hineinzuwerfen. So werden die verfolgenden Polizeiautos zunächst auf eine falsche Fährte gelockt. Die Verbrecher steuern nun ihr eigentliches Ziel an, eine abgelegene Scheune, wo sich weitere Neonazis versammelt haben. Für Steinkopf wird der Zugriff in einem Lokal, vor dem der Wagen mit Anhänger gehalten hat, zu einem Fiasko. 
Der Kopf der Bewegung der KDN, ein Dr. Kundrass, der die Befreiung der beiden Gewalttäter organisiert hat, ist mit dem Vorgehen von Attila und Locke, die auch noch die TV-Reporterin Doro Dahm eingeschleust haben, absolut nicht einverstanden. Gegenüber seinem Faktotum Thorwald Münster äußert er seine Unzufriedenheit mit einer Polizistin als Geisel. Münster meint, das sei nicht so geplant gewesen. Kundrass zeigt sich jedoch davon überzeugt, dass man jetzt „die ganzen staatlichen Zecken am Hals“ haben werde und die würden nicht loslassen, solange man eine von ihnen in der Hand habe. Die Geisel müsse noch in dieser Nacht „entfernt“ werden und Attila und Locke wolle er auch nicht mehr sehen, nie mehr. Münster gibt zu bedenken, dass Attila und Locke Kameraden seien, die für die gemeinsame Sache einen Verräter beseitigt hätten. Kundrass sieht jedoch seine Bewegung gefährdet und meint, die beiden würden ohnehin lebenslänglich bekommen, er solle ihren Tod wie einen Unfall aussehen lassen, er könne das ja dem Gegner unterschieben. 
So heftet man einen Sprengsatz an einen Wagen, mit dem Attila und Locke zu einer Mission weggeschickt werden. Rosa Roth ist ebenso mit von der Partie wie Attilas Freundin Carmen. Korff, der Attila und Locke mit befreit hat, informiert Attila übers Handy, dass unter dem Wagen eine Bombe sei, die um 8.00 Uhr hochgehe. Noch während seiner Warnung, wird Korff von Münster erschossen. Attila, Locke und Carmen verlassen den Wagen und lassen Roth zurück, die Todesängste aussteht. Locke findet und entfernt den Sprengsatz, den Attila in seiner Wut auf jeden und alles, auf einer nahegelegenen Bahnstrecke deponieren will. Locke, der von Attila verletzt am Boden liegt, verhilft Roth zu ihrer Pistole. Attila hat es jedoch nicht über sich gebracht, den Sprengsatz auf der Bahnstrecke zu hinterlassen. Weinend und völlig am Ende muss er erkennen, dass Roths Worte, dass die Leute, für die er gemordet hat, ihn haben fallen lassen, der Wahrheit entsprechen. 

## Produktionsnotizen
Der Film wurde 1997 in Berlin und Umgebung gedreht. Die Aufnahmeleitung lag bei Michal Pokorny und Yvonne Lange, die Produktionsleitung bei Jens Christian Susa und Christl Schneider, die Redaktion hatten Klaus Bassiner und Alexander Ollig inne. Als Produzenten traten Bernd Burgemeister und Oliver Berben, der Sohn der Hauptdarstellerin, auf. Es handelt sich um eine Produktion der TV-60 Moovie Entertainment Filmgesellschaft im Auftrag von ZDF und ORF.

## Rezeption

### Veröffentlichung
Am 16. Januar 1999 wurde die Folge Wintersaat zur Hauptsendezeit im ZDF erstausgestrahlt.
Die Folgen 07–12 der Reihe wurden von Studio Hamburg Enterprises am 2. November 2012 auf DVD herausgegeben.

### Kritik
Die Kritiker der Fernsehzeitschrift TV Spielfilm vergaben an den Film eine mittlere Wertung, der Daumen zeigte zur Seite, für Anspruch, Action, Spannung und Erotik gab es je einen von drei möglichen Punkten. Weiter wurde ausgeführt: „Als Geisel von Neonazis muß sich Kommissarin Rosa Roth mit dem Gedankengut hohler Glatzköpfe rumplagen. Trotz des hehren Appells gegen Rechtsradikalismus scheitert Rosa Roths achter Fall an der plätschernden Dramaturgie und den gestelzten Dialogen einiger extrem platter Figuren“ Fazit: „Mäßig gelungene Anti-Nazi-Kampagne“.